# Дитрих фон Аменслебен
Дитрих фон Аменслебен (на немски: Dietrich II, Graf von Ammensleben; † 1120) е от 1108 г. граф на Аменслебен (днес в Нидере Бьорде). Аменслебен се намира на ок. 10 километра северно от Магдебург в днешна Саксония-Анхалт в Германия.
Той е син на граф Айке фон Хилеслебен и съпругата му от Люксембург, дъщеря на граф Гизелберт I фон Залм-Люксембург († 1056/1059), който е син на граф Фридрих I Люксембурски († 1019) и внук на 1. граф Зигфрид Люксембургски, граф на Мозелгау († 998) и на Хадвига от Нордгау († 993).
Племенник е на баварския херцог Хайнрих I/V, граф в Арденне († 1026), на Дитрих Люксембургски († 1047), епископ на Мец (1005 – 1047), и на императрица Кунигунда Люксембургска († 1033), съпруга на император Хайнрих II († 1024).
През 1110 г. Дитрих фон Аменслебен и съпругата му Амулрада основават своя църква и създават 1120 г. фамилния манастир в Аменслебен, където е гробницата на „графовете фон Хилерслебен-Аменслебен“. През 1129 г. манастирът става Бенедиктински манастир.

## Фамилия
Дитрих фон Аменслебен се жени за Амулрада фон Аменслебен-Грибен († сл. 1120), вдовица на Екберт фон Харбке, дъщеря на граф Дитрих (Теодерих I) фон Аменслебен-Грибен († 1056) и Дигнамента (Маргарета) фон Морзлебен-Хорнебург, която е сестра на папа Климент II († 1047) и на Конрад фон Морзлебен, патриарх на Аквилея († сл. 1040). Те имат три деца:
- Мило фон Аменслебен (* ок. 1095; † 18 февруари 1126 при Кулм в Чехия), женен за Луитбирг фон Хилерслебен-Айлсторф-Айзлебен (* ок. 1097; † сл. 1109)
- Ода фон Аменслебен, омъжена за Гебхард II фон Кверфурт († 18 февруари 1126 убит при Кулм)
- Гизела фон Аменслебен († сл. 1126), омъжена (изгонена юни 1125) за Вало II фон Фекенщет († 1126 убит)